# Josep Lluís Núñez
Pour les articles homonymes, voir Núñez.
Josep Lluís Núñez, né le 7 septembre 1931 à Barakaldo (Pays Basque, Espagne) et mort le 3 décembre 2018 à Barcelone (Espagne)[réf. nécessaire], est le président du FC Barcelone du 1er juillet 1978 au 23 juillet 2000.

## Biographie
Sous son mandat, le FC Barcelone a remporté 141 trophées, toutes sections confondues. Josep Lluís Núñez recruta de nombreuses stars du football telles que Diego Maradona, Bernd Schuster, Gary Lineker, Hristo Stoitchkov, Ronaldo, Romário, Rivaldo ou Luís Figo, et des entraîneurs tels que Johan Cruijff, Bobby Robson et Louis van Gaal. C'est à son initiative que La Masía fut transformée en centre de formation d'où sont sortis des joueurs comme Josep Guardiola ou Lionel Messi. Il est le président du Barça qui est resté le plus de temps en fonction (22 ans).
Le 16 novembre 2014, il est incarcéré afin de purger une peine de deux ans de prison pour avoir payé des pots-de-vin à des fonctionnaires des impôts.
Il est cité dans l'affaire des Panama Papers en avril 2016.